# Прадід Юрій Федорович
Прадід Юрій Федорович (24 травня 1956, с. Либохора, тепер Сколівського району Львівської області) — український мовознавець, доктор філологічних наук з 1997, професор з 2001, академік НАН України з 2002.

## Життєпис
Закінчив 1980 Сімферопольський університет, 2002 — юридичний факультет Національного університету внутрішніх справ (Харків).
Упродовж 1980—1998 працював на кафедрі української мови Сімферопольського (тепер Таврійського національного) університету: доцент, професор.
Від 1998 — проректор з наукової роботи Кримського юридичного інституту МВС України.

## Праці
Автор праць з фразеології української і російської мов, з питань функціонування української мови в офіційно-діловій та юридичній сферах, мовної політики в Україні та інших:
- «Російсько-український і українсько-російський фразеологічний тематичний словник: Емоції людини» (1994),
- «Фразеологічна ідеографія (проблематика досліджень)» (1997),
- «Короткий російсько-український і українсько-російський словник: Кримськотатарські прізвища, імена, по батькові» (2000, у співавт.),
- навчальні посібники «Вступ до юридичної лінгвістики» (2002), «Українське ділове мовлення» (2003, у співавт.).

Упорядник хрестоматії «Мовні питання в Україні. 1917—2000: Документи і матеріали» (2003).